# Kraichtal
Kraichtal este un oraș din landul Baden-Württemberg, Germania.